# Раушенберг
Раушенберг (њем. Rauschenberg) град је у њемачкој савезној држави Хесен. Једно је од 22 општинска средишта округа Марбург-Биденкопф. Према процјени из 2010. у граду је живјело 4.578 становника. Посједује регионалну шифру (AGS) 6534017.

## Географски и демографски подаци
Раушенберг се налази у савезној држави Хесен у округу Марбург-Биденкопф. Град се налази на надморској висини од 227 метара. Површина општине износи 67,3 km². У самом граду је, према процјени из 2010. године, живјело 4.578 становника. Просјечна густина становништва износи 68 становника/km².

## Међународна сарадња
| Мјесто   | Држава  | Врста сарадње | Од    |
| -------- | ------- | ------------- | ----- |
| Вестенде | Белгија | партнерство   | 1972. |
| Извор    |         |               |       |